# Trichomachimus arnaudi
Trichomachimus arnaudi là một loài ruồi trong họ Asilidae. Trichomachimus arnaudi được Joseph & Parui miêu tả năm 1997. Loài này phân bố ở miền Ấn Độ - Mã Lai.